# Het Steiger
Het Steiger is een voormalige rooms-katholieke parochiekerk en aangrenzend dominicanerklooster in de binnenstad van Rotterdam. Officieel is de kerk gewijd aan Dominicus en het klooster aan Petrus van Verona. Vanwege de ligging van kerk en klooster aan de Steigersgracht is het beter bekend als de Steigerkerk, de Steigersekerk, Citykerk Het Steiger of kortweg Het Steiger. 

## Geschiedenis
De geschiedenis van de dominicanen in Rotterdam gaat terug tot de vijftiende eeuw. Dan bevindt zich een klooster aan de Hoogstraat. In 1572, tijdens de Tachtigjarige Oorlog, wordt het klooster onteigend. Het uitoefenen van het katholieke geloof wordt bij wet verboden. In de loop van de zeventiende eeuw wordt het verbod iets versoepeld. Vanaf 1625 zijn er weer dominicanen in de stad. Katholieke kerken zijn er dan niet, maar er worden onder andere diensten gehouden in een herberg aan het Steiger.
In de Franse tijd kregen katholieken dezelfde rechten als protestanten, waaronder het recht op een eigen kerkgebouw naar het aantal gelovigen. In 1790 konden de dominicanen hun eerste kerkje bouwen tussen de Hoogstraat en het Steiger. Na de Franse Tijd werden een aantal van deze rechten gehandhaafd. In 1832 werd het bouwvallig geworden kerkje gesloopt om plaats te maken voor een nieuwe waterstaatskerk. In 1837 is deze voltooid en in de decennia erna wordt deze verder verfraaid. 
Door de groei van de stad neemt de bevolking toe en zo ook de behoefte aan kerkruimte. De dominicanen stichten in Rotterdam achtereenvolgens in 1879 de Allerheiligst Hart van Jezuskerk, in 1898 de Provenierskerk en in 1940 de Blijdorpkerk.
Op 14 mei 1940 werd Rotterdam gebombardeerd door de Duitsers. De hele binnenstad was verwoest, zo ook de kerk aan de Hoogstraat, en de kerk aan de Van Oldenbarneveltstraat. Tijdens de oorlog en in de jaren daarna werkten de dominicanen vanuit de twee andere kerken. Na de oorlog werden er plannen gemaakt voor herbouw. Hierbij werd er gekozen om niet twee maar één nieuwe kerk te laten bouwen, inclusief groot klooster. Op 14 mei 1960, exact twintig jaar na het bombardement werden kerk en klooster ingewijd. De mozaïeken aan weerszijden van de entree zijn van de hand van Theo Mols, de reliëfs aan de toren en in de daklijst werden gemaakt door Pim van Moorsel.

## Monument Wederopbouw 1959-1965
In 2013 is in navolging van de Top 100 Nederlandse monumenten 1940-1958 uit 2007, Het Steiger opgenomen in het Beschermingsprogramma Wederopbouw 1959-1965. In juni 2016 is de kerk als rijksmonument erkend. 
Het is een uniek voorbeeld van Modern Eclecticisme. Het complex is vrijwel volledig is oorspronkelijke staat. De combinatie van parochiekerk met klooster uit deze tijd en in deze staat maakt het geheel uniek. Door het gebruik van zichtlijnen (vanaf de Vlasmarkt en de Nieuwstraat), hoogteverschil (de kerk ligt op een verhoogd plein) en architectonische elementen (imponerende gevels, blikvangende klokkentorens), heeft het geheel een monumentale uitstraling.

## Onttrekking aan de eredienst
Op 26 januari 2025 vond de laatste heilige mis plaats, de kerk zal aan de goddelijke eredienst worden onttrokken.